# Лиапис, Майкл
Майкл Р. «Майк» Лиа́пис (англ. Michael R. «Mike» Liapis) — американский кёрлингист и тренер по кёрлингу.
Как тренер мужской сборной США участник чемпионата мира 2002 (заняли четвёртое место), как тренер трёх женской сборной США участник зимних Олимпийских игр 2002 (заняли четвёртое место) и двух чемпионатов мира (лучшее занятое место — шестое).

## Результаты как тренера национальных сборных
| Год  | Турнир                                       | Сборная       | Место |
| ---- | -------------------------------------------- | ------------- | ----- |
| 1998 | Чемпионат мира по кёрлингу среди женщин 1998 | США (женщины) | 9     |
| 2001 | Чемпионат мира по кёрлингу среди женщин 2001 | США (женщины) | 6     |
| 2002 | Зимние Олимпийские игры 2002                 | США (женщины) | 4     |
| 2002 | Чемпионат мира по кёрлингу среди мужчин 2002 | США (мужчины) | 4     |

## Частная жизнь
Его дочери Стейси Лиапис и Кари Эриксон (урожд. Кари Лиапис) — кёрлингистки, участницы зимних Олимпийских игр, чемпионатов мира, чемпионки США, Майкл несколько лет тренировал их команду, в том числе и на крупнейших международных соревнованиях.